# 輝石
輝石（きせき、pyroxene、パイロキシン）は、ケイ酸塩鉱物の一種。多くの火成岩や変成岩に含まれる代表的な造岩鉱物。
色は無色・緑色・褐色・黒色などで、ガラス光沢を持つ。自形結晶は短柱状。二方向の劈開が顕著。角閃石によく似るが、劈開の交わる角度（約90°）により区別される。
基本的な化学組成は XY(Si,Al)2O6 （ただし、X はCa、Na、Fe2+、Zn、Mn、Mg、Li、Y はCr、Al、Fe3+、Mg、Mn、Sc、Ti、V、Fe2+）で表される。
結晶系により、直方（斜方）輝石（ちょくほうきせき、orthopyroxene、直方晶系（斜方輝石））および単斜輝石（たんしゃきせき、clinopyroxene、単斜晶系）の2つに分類され、さらに上記の化学組成により細かく分類される。
英語: pyroxeneは、19世紀に火成岩中に見出された当初に、石英とは異なる異物質としてギリシャ語で「pyro-（火の、火成岩中の）」「xenon（おかしな異物）、キセノンの語源と同義」とよんだことによる。

## 輝石の種類
1988年、国際鉱物学連合（IMA）の輝石命名の小委員会により、輝石の分類と命名が整理された。21種が輝石の独立種とされ、そのうち13種が固溶体の端成分として用いられる。これらのうち、普通に見られるのは、Ca-Mg-Fe輝石8種（1-5、8-10）、Ca-NaおよびNa輝石4種（15-18）である。
I. Mg-Fe輝石
1. 頑火輝石(Enstatite、エンスタタイト)(En) : Mg2Si2O6
2. 鉄珪輝石(Ferrosilite、フェロシライト)(Fs) : Fe2+
2Si2O6
3. 単斜頑火輝石(Clinoenstatite、単斜エンスタタイト)
4. 単斜鉄珪輝石(Clinoferrosilite、単斜フェロシライト)
5. ピジョン輝石(Pigeonite) : (Mg,Fe,Ca)2Si2O6
II. Mn-Mg輝石
6. ドンピーコー輝石(Donpeacorite、ダンピコライト)
7. 加納輝石(Kanoite)(Ka) : MnMgSi2O6
III. Ca輝石
8. 透輝石(Diopside)(Di) : CaMgSi2O6
9. 灰鉄輝石(Hedenbergite、ヘデンバージャイト)(Hd) : CaFe2+Si2O6
10 普通輝石(Augite、オージャイト) : (Ca,Mg,Fe)2Si2O6
11. ヨハンセン輝石(Johannsenite、ヨハンセナイト)(Jo) : CaMnSi2O6
12. ピタダナイト(Petedunnite)(Pe) : CaZnSi2O6
13. エシネアイト(Esseneite)(Es) : CaFe3+AlSiO6
14. デイビス輝石(Davisite) : CaScAlSiO6
IV. Ca-Na輝石
15. オンファス輝石(Omphacite、オンファサイト)
16. エジリン普通輝石(Aegirine-augite、エジリン-オージャイト) : (Ca,Na)(Mg,Fe2+,Al,Fe3+)Si2O6
V. Na輝石
17. ひすい輝石(Jadeite、ジェイダイト)(Jd) : NaAlSi2O6
18: エジリン輝石(Aegirine、エジリン、錐輝石)(Ae) : NaFe3+Si2O6
19. コスモクロア輝石(Kosmochlor、コスモクロア)(Ko) : NaCr3+Si2O6
20. ジャービス輝石(Jervisite、ジャービサイト)(Je) : NaSc3+Si2O6
VI. Li輝石
21. リシア輝石(Spodumene、スポジュメン)(Sp) : LiAlSi2O6
その後、次の輝石が発見された。
- ナマンシル輝石(Namansilite) : NaMn3+Si2O6
- ナタリー輝石(Natalyite) : Na(V3+,Cr3+)Si2O6
- グロスマン輝石(Grossmanite) : CaTi3+AlSiO6
- 久城輝石(Kushiroite) :  : CaAlAlSiO6

### 廃棄された輝石名
使われなくなった輝石名には次のようなものがある。
- ウルバン輝石(Urbanite) : マンガンと鉄に富む普通輝石あるいはエジリン普通輝石。
- 古銅輝石(Bronzite) : 含鉄頑火輝石。
- サーラ輝石(Salite) : 含鉄透輝石。
- シェッフェル輝石(Schefferite) : 含マンガンサーラ輝石あるいはマンガンエジリン輝石。
- 紫蘇輝石(Hypersthene) : 頑火輝石もしくは鉄珪輝石。
- チタン輝石(Titanaugite) : 含チタン普通輝石。
- 鉄サーラ輝石(Ferrosalite) : マグネシウムに富む灰鉄輝石。
- ファッサ輝石(Fassaite) : 第二鉄およびアルミニウムに富む透輝石または普通輝石。

### 輝岩
主に輝石からなる完晶質粗粒な超苦鉄質火成岩を輝岩（pyroxenite）という。